# هدى عبود
هدى عبود حاصلة على لقب ملكة جمال مصر عام 1987، درست الموسيقى والبالية، وقد عُرضت عليها العديد من البطولات السينمائية والفرص لتقديم البرامج التليفزيونية، ولكنها رفضت كل هذه العروض، ونشطت في مجال الأعمال الخيرية، واستغلت اللقب في العمل الاجتماعى بما يفيد الأطفال والمحتاجين.